# Buzás László
Buzás László (Budapest, 1907. november 13. – Makó, 1993. január 6.) magyar pedagógus, helytörténész.

## Életpályája
1919–1927 között a Makói József Attila Gimnázium diákja volt; József Attila és Erdei Ferenc barátja. Makón Eperjessy Kálmán oktatta, aki nagy hatással volt rá. Egyetemi tanulmányait a budapesti Pázmány Péter Tudományegyetem történelem-földrajz-latin szakán kezdett tanulni. Az egyetemen tanárai voltak többek közt; Szekfű Gyula, Hóman Bálint, Cholnoky Jenő és Szentpéteri Imre. Anyagi helyzete és a második világháború kitörése miatt tanulmányait nem fejezte be. 1937–1939 között napszámosként, 1939–1943 között raktárosként dolgozott a Lampart gyárban. 1943-ban ismét beiratkozott az egyetemre. 1944 májusában letette a vizsgát, de a középiskolai tanári oklevél megszerzésére a háborús események miatt már nem kerülhetett sor. 1944 őszén munkásszolgálatra hívták be, majd katonának átminősítve honvéd lett. 1944 végén Németországba vitték. 1945. április 27-én amerikai hadifogságba került. 1946-ban visszatért Makóra. Elvégezte a tanítóképző és tanárképző főiskolát, majd egyetemi tanár lett. 1946–1948 között a helyi református fiúpolgári iskolában kezdte képesítés nélküli tanári pályáját. 1948-ban tanítói oklevelet szerzett. 1949–1950 között a makói Kálvin téri iskola igazgató-helyettese lett. 1950-ben általános iskolai szaktanítói oklevelet vehetett át. 1951–1952 között a Szent István téri Iskola igazgatójaként dolgozott. 1952-ben a szegedi főiskolán magyar-történelem szakos általános iskolai képesítést szerzett. 1952–1968 között a Makói József Attila Gimnázium történelem, földrajz, német szakos oktatója volt. 1953–1955 között a makói József Attila Múzeum igazgatója volt. 1955-ben az ELTE Történettudományi Karán történelem szakos középiskolai tanári képesítést szerzett. 1969-ben nyugdíjba vonult. 1969–1987 között ügyviteli alkalmazott volt.
1971-ben jelentette meg a Makói József Attila Gimnázium 1895–1944 közötti időszakát bemutató könyvét. Összeállította a gimnázium 1895–1970 közötti igazgatóinak, igazgató-helyetteseinek és tanárainak listáját.
Tagja volt a Makói Honismereti Körnek, a makói Múzeumi Baráti Körnek.
Sírja a makói református ótemetőben található.

## Magánélete
1947-ben házasságot kötött Varga Margit tanítónővel.

## Művei
- Makói hírlapok és folyóiratok bibliográfiája 1870–1970. A Makói Múzeum Füzetei 10. (Makó, 1972)
- Makó utcanevei. A Makói Múzeum Füzetei 72. (Tóth Ferenccel, Makó, 1992)

## Díjai
- Szocialista Kultúráért (1982)
- Makó városért oklevél/Pro Urbe Makó (1990)